# Конвульсія
Конвульсія (лат. convulsio) — неврологічне відхилення, мимовільні скорочення м'язів тіла, яке спричинюють ураження кори головного мозку або підкіркових центрів.

## Симптоми
При конвульсіях, крім мимовільних м'язових спазмів, часто спостерігається короткочасна зупинка дихання, сплутаність свідомості, тремтіння у всьому тілі.
Конвульсії можуть виникати як наслідок серйозних черепно-мозкових травм, які призвели до порушень роботи центральної нервової системи, пухлиною головного мозку, так і отруєння хімічними речовинами, отрутами рослинного походження, передозування наркотичними речовинами, психостимуляторами або антидепресантами.

## Причини виникнення
Конвульсії — це спонтанні або відповідні реакції на зовнішній подразник. Нападоподібні розряди нейронів можуть бути спонтанними при підвищеній збудливості, що виникає внаслідок генетичної схильності або структурних змін (неспровоковані конвульсії), або виникати у відповідь на раптовий стресовий фактор, що провокує розлад електричної функції здорових нейронів (спровоковані конвульсії).
- спровоковані конвульсії — порушення метаболізму (гіпоглікемія, гіпонатріємія, гіпокальціємія), травма, гіпоксія, отруєння (алкоголь, ліки, токсичні субстанції), менінгіт чи енцефаліт, гарячка (гарячкові судоми у віці від 6 міс. до 6 років, часто в такий ситуації такі напади простежуються в інших членів сім'ї).
- неспровоковані конвульсії — генетична схильність, структурне порушення кори мозку (пухлина, гліальний рубець після перенесеного інсульту або травми); епілепсія.